# Tirreno-Adriatico 2002
Tirreno-Adriatico 2002 est la 37e édition de la course cycliste par étapes italienne Tirreno-Adriatico. L'épreuve se déroule entre le 14 et le 20 mars 2002, sur un parcours final de 1 048,7 km.
Le vainqueur de la course est le Néerlandais Erik Dekker (Rabobank).

## Classements des étapes
| Étape | Date    | Villes étapes                   | km    | Vainqueur d’étape | Leader du classement général |
| ----- | ------- | ------------------------------- | ----- | ----------------- | ---------------------------- |
| 1     | 14 mars | Massa Lubrense - Sorrente       | 124,0 | Erik Zabel        | Erik Zabel                   |
| 2     | 15 mars | Sorrente - Frosinone            | 213,0 | Paolo Bettini     | Erik Zabel                   |
| 3     | 16 mars | Anagni - Rocca di Cambio        | 185,0 | Danilo Di Luca    | Danilo Di Luca               |
| 4     | 17 mars | Rieti - Rieti (clm)             | 12,7  | Erik Dekker       | Erik Dekker                  |
| 5     | 18 mars | Rieti - Torricella Sicura       | 150,0 | Danilo Di Luca    | Erik Dekker                  |
| 6     | 19 mars | Rapagnano - Montegranaro        | 214,0 | Franco Pellizotti | Erik Dekker                  |
| 7     | 20 mars | S.B del Tronto - S.B del Tronto | 162,0 | Mario Cipollini   | Erik Dekker                  |

## Classement général
|    | Cycliste          | Pays      | Équipe                 | Temps            |
| -- | ----------------- | --------- | ---------------------- | ---------------- |
| 1  | Erik Dekker       | Pays-Bas  | Rabobank               | 28 h 45 min 24 s |
| 2  | Danilo Di Luca    | Italie    | Saeco                  | + 18 s           |
| 3  | Óscar Freire      | Espagne   | Mapei-Quick Step       | + 18 s           |
| 4  | Paolo Bettini     | Italie    | Mapei-Quick Step       | + 23 s           |
| 5  | Ruslan Ivanov     | Moldavie  | Alessio                | + 23 s           |
| 6  | Guido Trentin     | Italie    | Cofidis                | + 24 s           |
| 7  | Paolo Savoldelli  | Italie    | Index-Alexia Alluminio | + 29 s           |
| 8  | Jan Hruška        | Tchéquie  | ONCE                   | + 30 s           |
| 9  | Franco Pellizotti | Italie    | Alessio                | + 32 s           |
| 10 | Jörg Jaksche      | Allemagne | ONCE                   | + 36 s           |